# Trégarantec
Trégarantec é uma comuna francesa na região administrativa da Bretanha, no departamento Finisterra. Estende-se por uma área de 5,19 km². Em 2010 a comuna tinha 612 habitantes (densidade: 117,9 hab./km²).